# جيمي ووكر (لاعب كرة سلة مواليد 1944)
جيمي ووكر (بالإنجليزية: Jimmy Walker)‏ من مواليد 08 أبريل 1944 في فرجينيا - الوفاة 02 يوليو 2007، كان لاعب كرة سلة أمريكي. بدأ مسيرته الاحترافية في سنة 1967، وتم اختياره من قبل فريق ديترويت بيستونز خلال الدرافت. يبلغ طوله 6 قدم 3 بوصة (1.9 م). اعتزل اللعب في 1976، وقد شارك مرتين في مباراة كل النجوم.

## المسيرة الاحترافية
لعب مع ديترويت بيستونز من سنة 1967 إلى 1972، ثم لعب مع هيوستن روكتس من سنة 1972 إلى 1974، ثم لعب مع سكرامنتو كينغز من سنة 1973 إلى 1976.

## روابط خارجية
- جيمي ووكر على موقع إن بي أي (الإنجليزية)
- جيمي ووكر على موقع سبورتس رفرنس (الإنجليزية)
- جيمي ووكر على موقع كلية كرة السلة في سبورتس رفرنس.كوم (الإنجليزية)
- جيمي ووكر على موقع ريلجم (الإنجليزية)
- جيمي ووكر على موقع بروبوليرز (الإنجليزية)